# 神殿から追放されるヘリオドロス
『神殿から追放されるヘリオドロス』（しんでんからついほうされるヘリオドロス、伊: Cacciata di Eliodoro dal tempio、英: The Expulsion of Heliodorus from the Temple）は、イタリア・ルネサンスの巨匠ラファエロ・サンティによるフレスコ画である。ローマ教皇ユリウス2世は、現在、「ラファエロの間」として知られる、ヴァチカン宮殿内の部屋をフレスコ画で装飾するよう画家に委嘱した。本作はその一部として1511年から1512年に制作され、絵画の名にちなむ「ヘリオドロスの間」にある。
本作以前に描かれた「署名の間」のフレスコ画『アテナイの学堂』(1509-1511年) などには、抑制された、観念的な主題が選ばれたが、「ヘリオドロスの間」の絵画の主題には、「戦う教皇」ユリウス2世ならではの、教会が直面してきた様々な危機と、その都度、神によって救われてきた逸話ばかりが選ばれた。1511年に、フランス王ルイ12世がユリウス2世を廃するためにピサで公会議を招集し、その計画に完全に失敗したが、『神殿から追放されるヘリオドロス』の主題の選択は、この事件と結び付けて考えるのが当然である。

## 作品
『神殿から追放されるヘリオドロス』の主題は、『旧約聖書続編』中の「マカバイ記2」 (3:21-28) にある逸話から採られている。シリアの王セレウコス4世から、ヘリオドロスは、未亡人と孤児のためにエルサレム神殿に蓄えられていた財宝を手に入れるよう命じられた。大祭司オニアの祈りを聞き入れ、神はヘリオドロスを追放するために2人の若者に付き添われた馬上の騎士を遣わす。この出来事のメッセージは、神は「教会からの窃盗は許さない」ということである一方、絵画は『ボルセーナのミサ』と同じ部屋にある。両作は、秘蹟を含め教会内で起きる行事の聖性を強調し、対抗宗教改革の努力を強調しているように思われる。
構図は2分割され、中央には神に祈る大祭司オニアがいるが、彼はユリウス2世の顔で描かれている。右側では騎士がヘリオドロスと戦っており、ヘリオドロスは地面に倒れている。祭司の横にあるメノーラーは、この『旧約聖書続編』を典拠とする逸話がシナゴーグで起きていることを示している。左側には未亡人と孤児たちが集まっており、ユリウス2世が輿に乗って、出来事を目撃している。輿を担いでいる2人の若者は、ラファエロの下絵をもとに多くの版画を制作したマルカントニオ・ライモンディと、ラファエロの一番弟子ジュリオ・ロマーノの肖像だともいわれている。ユリウス2世の輿の手前の左端には、ラファエロの自画像が描かれている。
描かれている建築は、本作以前のフレスコ画の傑作『アテナイの学堂』との比較を促す。しかし、『神殿から追放されるヘリオドロス』の丸天井は、ずっと華麗で、金箔で高度に装飾されている。右側で闘争する人物たちのたくましい身体は、ミケランジェロの様式の熱心な摂取を示している。ラファエロは、1511年8月に部分的に公開された『システィーナ礼拝堂天井画』を十分に研究したことであろう。しかし、後肢で立ち上がる馬を中心とする群像構成については、『アンギアーリの戦い』を戦いを描いたレオナルド・ダ・ヴィンチの先例を参考にしたようである。
本作はまた、同じ部屋にある『聖ペテロの解放』などとともに来るべきバロック様式の到来を予告している。上方からのスポットライト的な照明により、激しい明暗のコントラストが生じている。さらに、『アテナイの学堂』の人物の整然たる配置は見られず、激しい動きを見せる馬上の騎士、飛翔する人物、地上で大きく身体を捩るヘリオドロス、左側でこの出来事を見て驚く人々の派手な身振りが作品の劇的な性格を生み出している。
1725年には、バロック期の画家フランチェスコ・ソリメーナが、1850年には、フランスのロマン主義の画家ウジェーヌ・ドラクロワがそれぞれ同じ主題の作品を制作した。

## ギャラリー

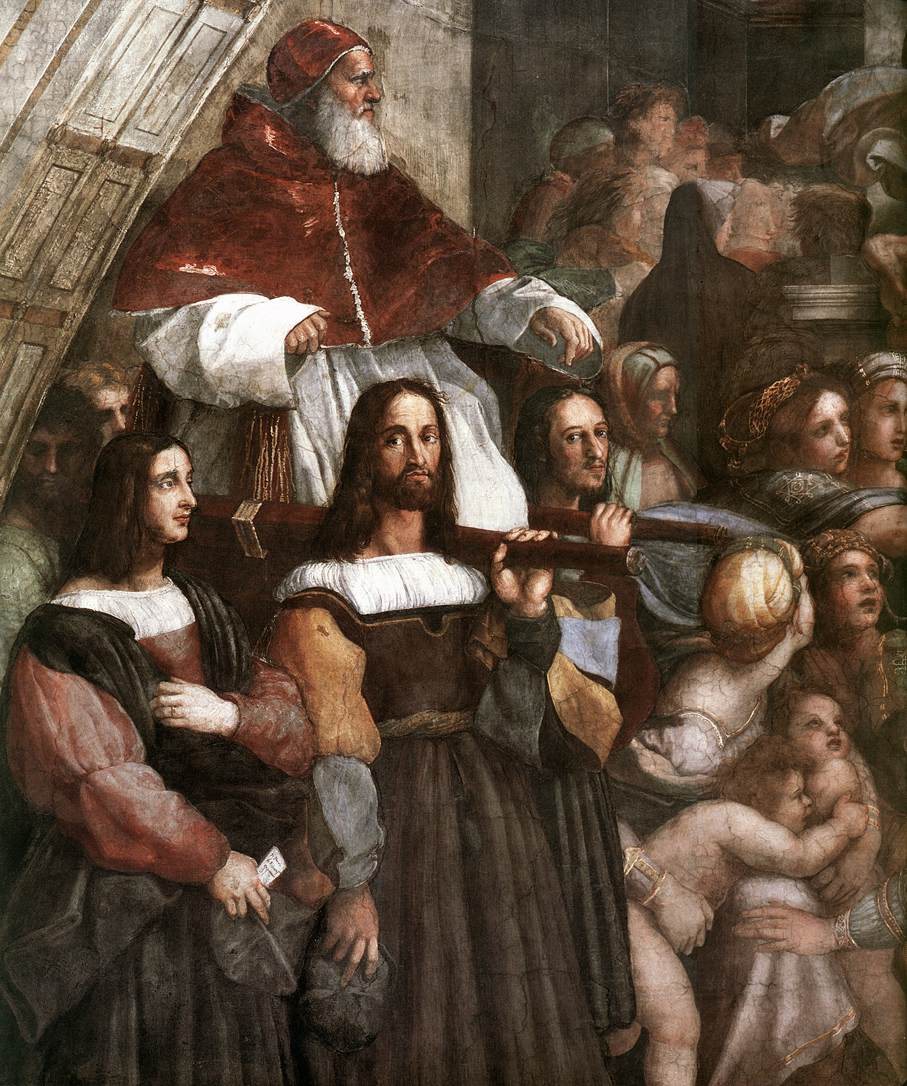
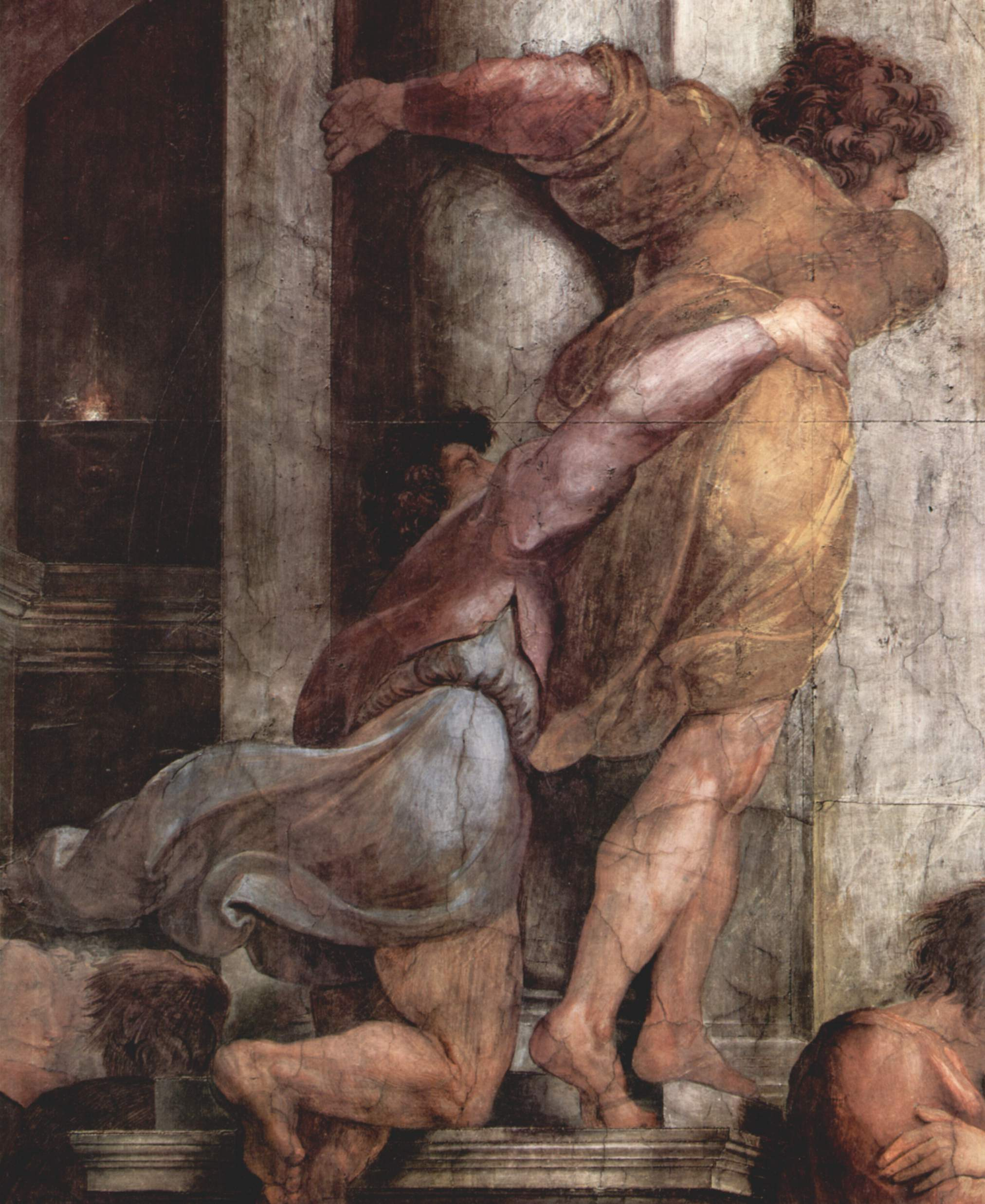
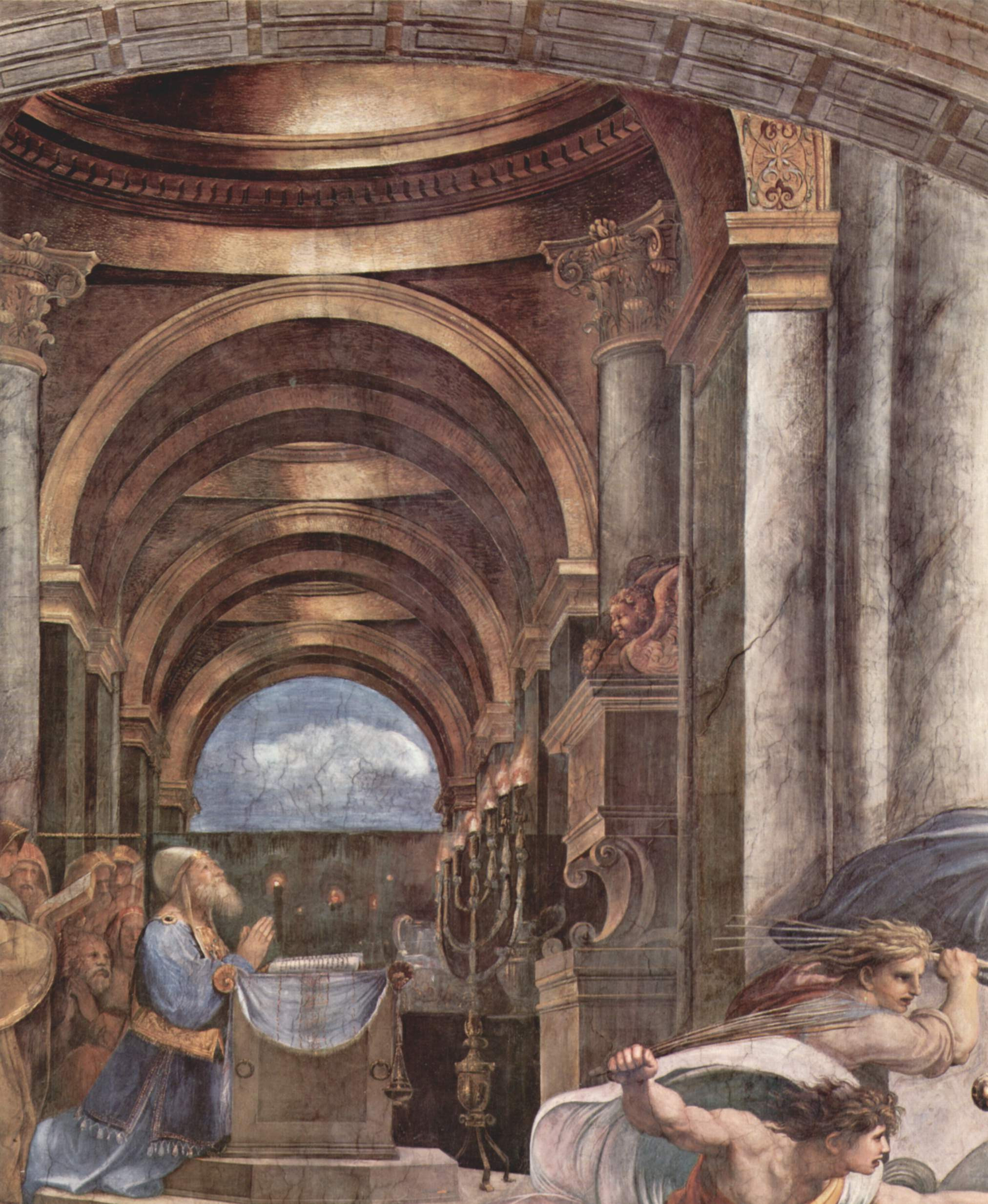